# Carabus lafossei
A Carabus lafossei a rovarok (Insecta) osztályának bogarak (Coleoptera) rendjébe, ezen belül a ragadozó bogarak (Adephaga) alrendjébe és a futóbogárfélék (Carabidae) családjába tartozó faj.

## Előfordulása
A Carabus lafossei előfordulási területe Kína déli tartományai.

## Alfajai
- Carabus lafossei buchi Hauser, 1913
- Carabus lafossei coelestis Stewart, 1845
- Carabus lafossei lafossei Feisthamel, 1845
- Carabus lafossei montigradus Hauser, 1920
- Carabus lafossei pseudocoelestis Kleinfeld, 1999
- Carabus lafossei saturatus Hauser, 1913
- Carabus lafossei tiantai Kleinfeld, 1997
- Carabus lafossei tungchengensis Li, 1993

## Megjelenése
Ez a ragadozó bogárfaj körülbelül 34-39 milliméter hosszú. A színezete alfajtól függően nagyon változatos. A fej és az előtor vörös vagy kékes, míg a szárnyfedők vörösek, kékesek vagy zöldek lehetnek. A kitinpáncél akármilyen színű is legyen, mindig fémesen csillog. A szárnyfedőkön számos apró dudor van.

## Életmódja
A Carabus lafossei csak éjszaka tevékeny. Ragadozó életmódot folytat; a talajon meztelencsigákra, házas csigákra és földigilisztákra vadászik.

## Képek

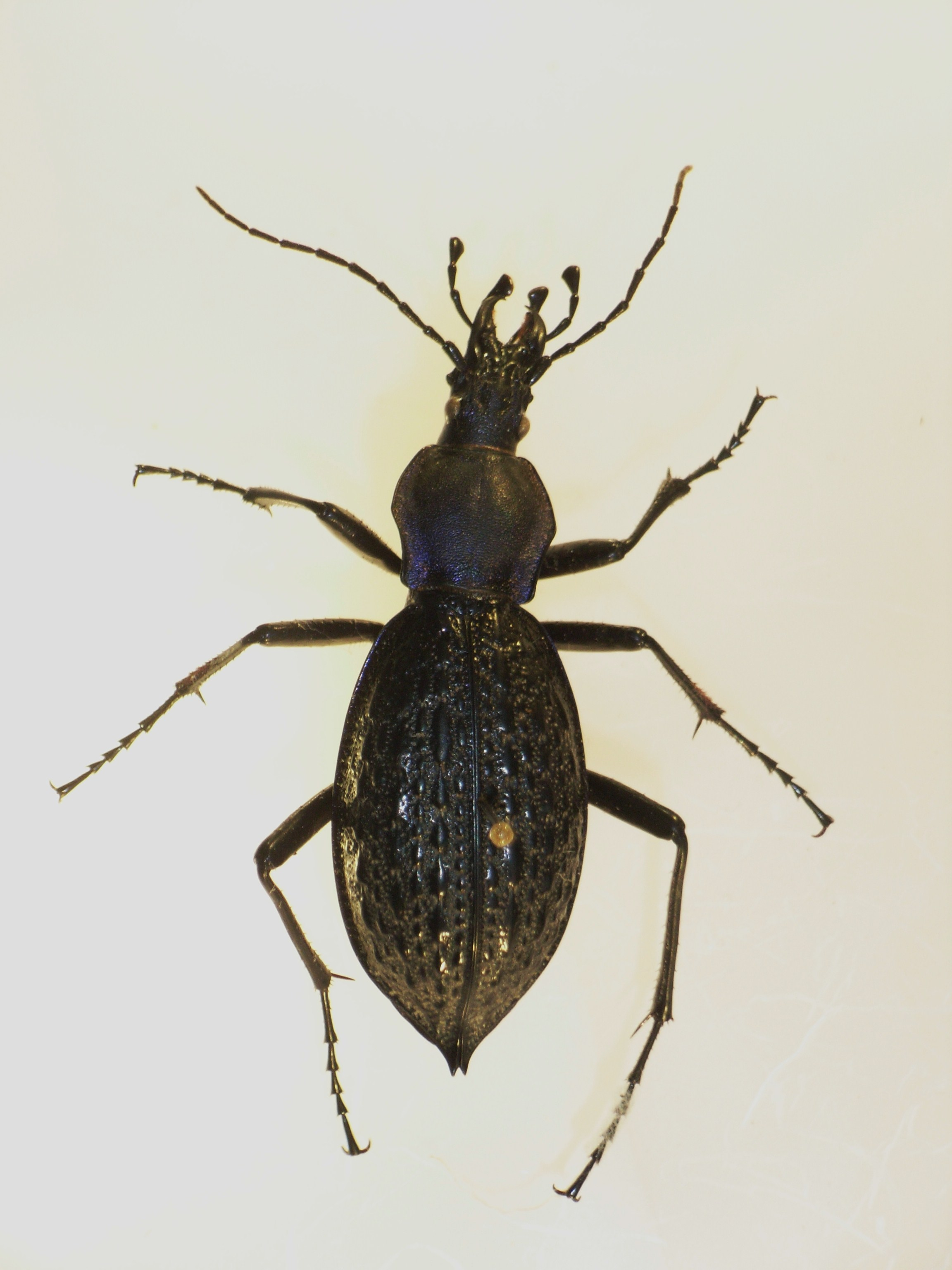
Carabus lafossei tungchengensis
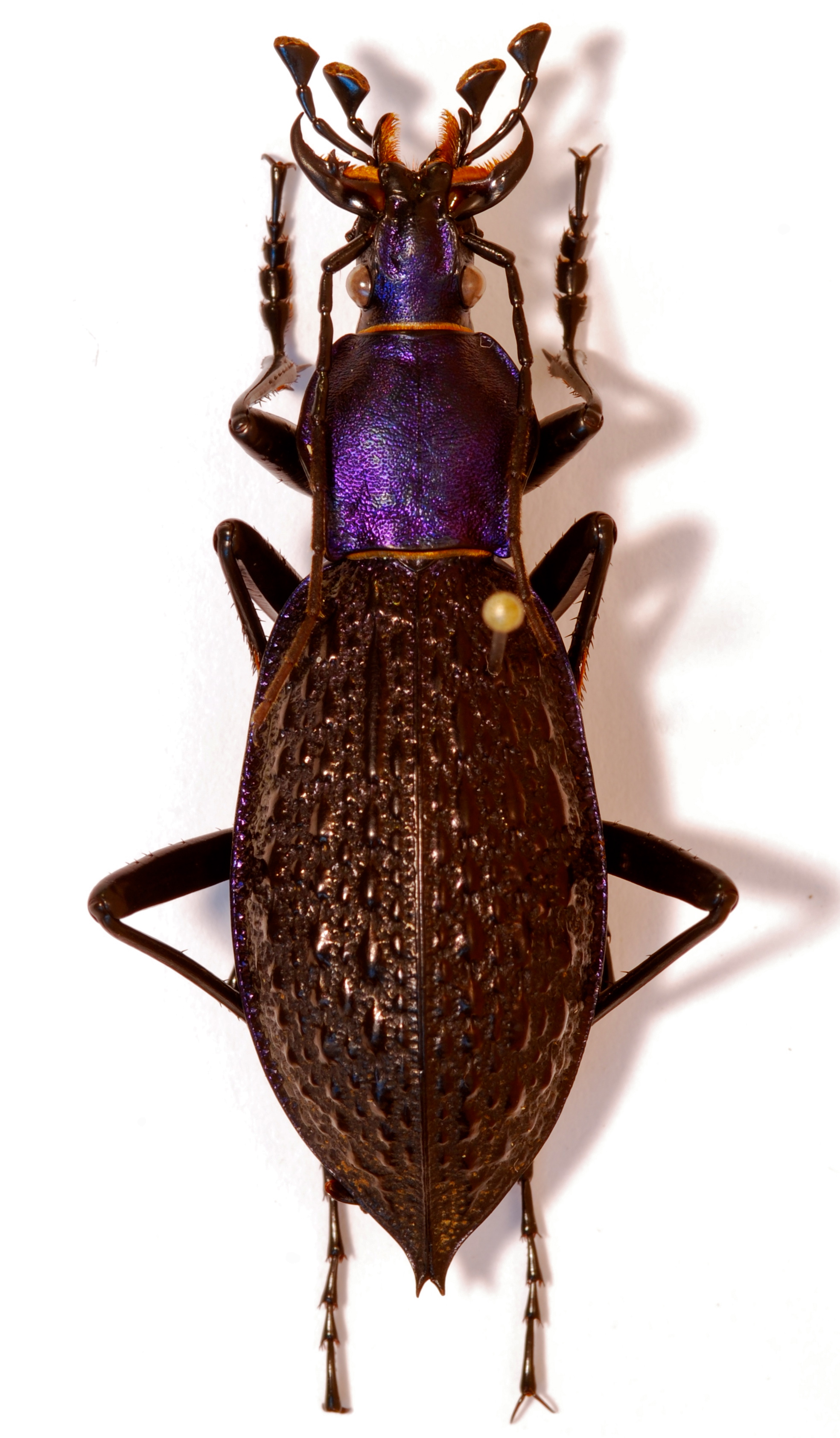
Hím Carabus lafossei tungchengensis
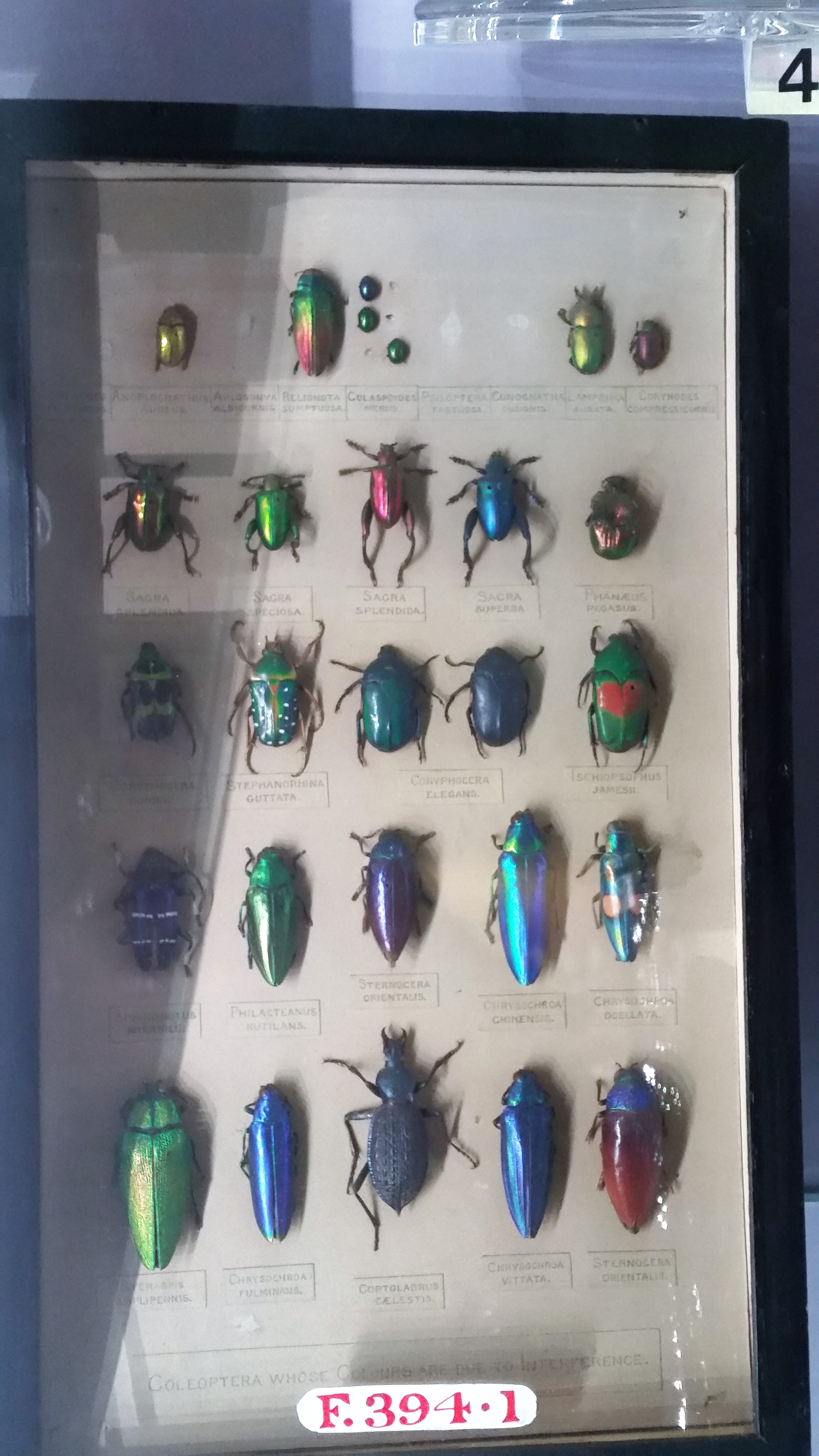
A legalsó sorban a középső

### Fordítás
- Ez a szócikk részben vagy egészben  a   Carabus lafossei című angol Wikipédia-szócikk ezen változatának fordításán alapul.  Az eredeti cikk szerkesztőit annak laptörténete sorolja fel. Ez a jelzés csupán a megfogalmazás eredetét és a szerzői jogokat jelzi, nem szolgál a cikkben szereplő információk forrásmegjelöléseként.